# 大石兵六夢物語
『大石兵六夢物語』（おおいしひょうろくゆめものがたり）は、毛利正直が執筆したと広く見なされている戯作文学。本項では、『大石兵六物語』についても併せて解説する。

## 概要
大石兵六夢物語の原典は、江戸時代から鹿児島で広く読まれている大石兵六物語という説が有力であり、両作品とも細かな内容が異なる幾つもの物語が存在している。
毛利正直が執筆した大石兵六夢物語は、正直が天明4年（1784年）に移住した草牟田村池之平で23歳ごろに完成した正直の代表作であり、正直による大石兵六夢物語は、日本児童文学の先駆者である巖谷小波が昭和初頭に出版した『小波お伽全集』第一巻の奇怪篇で、大石兵六夢物語を巻頭1番目に掲載したことから日本全国の青少年に読まれ、海音寺潮五郎が「職業がら、いくつもの藩の江戸時代に書かれた文学書をずいぶん読んできたが、この作品に匹敵する作品を読んだことが無い」と高く評価するなど、『日高（）山伏物語』や『日当山侏儒物語（）』という古くから民話として語り継がれ椋鳩十も執筆した話をはじめとする、鹿児島に伝わる郷土文学の中でも最も評価されている。
戯作らしい文章が原文の面白味にもなっている。内容は、正義感が強く典型的な薩摩男児の、いわゆる血気盛んな兵児二才（）のボッケモンである主人公「大石兵六」は、二才同士の仲間との会話中に、近ごろ狐の化け物が約4里離れた吉野の野原に現れ、通行人を脅したり騙したり坊主頭にしたりすると聞き、退治してやると口にしたものの内心ではしまったと思いながら、村人に悪さをする化け物を退治するため一人で吉野へ向かうも、これを知った野狐たちにより、狐が化けた様々な妖怪から命からがら逃げ延びたり、父に化けた狐に騙されたり、和尚らに化けた狐から吉野の寺山地区で、風呂と騙された肥溜めに入り顔などを洗ったり、頭を坊主にされたりと、時には脅され時には騙されつつ、最終的には道端の地蔵に化けていた狐2匹の急所を刀で刺し貫いて仕留め、村へ帰ってくるという物語。兵六は間が抜けており、当初の威勢とは裏腹に化け物に出遭うごとに怖れをなし、妖怪に立ち向かう場面も多くない。薩摩の支配階級である武士が、野狐にたぶらかされ、さんざんな目にあい失態を重ね、その権威の象徴である頭の月代を丸坊主にされ武士の権威を失墜するパロディ作品であり、ドン・キホーテとは共通点が多く似ているところがある物語だと評価されている。
大石兵六夢物語は正直の完全なオリジナル作品ではなく、それ以前から大きな筋立ては似ているが内容が異なる大石兵六物語が幾つも存在している。大石兵六夢物語の正直が書いた序文によると、大石兵六夢物語は亡き賢人と正直が仰ぐ川上先生の著書であり、正直は公務で出張していた鹿屋の中名村で、百姓の諸右衛門が持っていた兵六物語を読み、誤りが多いことに驚き、他では中神怡顔斎（）による正しく伝えられた優れている書も中にはあるものの、世に広まる過程での異説や誤謬を正して師の真意を伝えるためには書き改めねばと決意し、執筆したと述べている。大石兵六研究の第一人者である伊牟田經久は、大石兵六物語は川上先生の原作、正直が書いた以前のものと思われ大石兵六夢物語と共通点が多い書は中神怡顔斎の原作で、それを毛利正直が整えたという推測もできなくはないが確証はないと分析しており、鹿児島県立図書館所蔵の嘉永6年（1853年）正月に書かれた写本のあとがきにも、それと似た見解が述べられている。
狐や大ガニなどの妖怪は、不正を行う役人などを風刺したものとも言われている。物語の登場人物たちに、礼儀知らずの若い武士、軟弱な若者、金に抜け目のない町人、賄賂好きな役人、贅沢を好む者、偽者の学者、口だけは達者な堕落した僧侶といった、社会に対する批判を語らせるなど、物語の裏には社会への風刺の要素が含まれているが、正直が執筆した年は薩摩藩が幕府に命じられた木曽川の治水工事により財政難にあえぎ、島津重豪が当時の京都などの生活文化を導入したり、商人の進出による商業の繁栄などをはかった安永という時代の直後であり、それに便乗して政治を行なう権力者への批判を口にすることができない時代でもあったため、江戸時代の事件を題材としながらも、徳川将軍家に遠慮して人物や背景が鎌倉時代や室町時代になっている仮名手本忠臣蔵のように、改変するにあたり正直は、実際には正直が生きている時代の鹿児島の社会を描写しながらも、時代設定を元々の寛永元年（1624年）8月下旬ではなく、主に『太平記』を参照しつつ略応元年に変更して、辛らつな批判をぼかしながら笑いと風刺を織り交ぜている。正直が直筆した本として毛利家に受け継がれ、現在は尚古集成館が所蔵している兵六夢物語には、署名した日付は天明4年霜月猫の日、作者は薮原実房とぼかして書かれているが、この作者名は正直のペンネームといわれている。写本の中には、まえがきやあとがきを多くの人々が書き記しているが、元々は当時の薩摩藩の家臣たちが、藩主に媚びへつらい堕落していることを憂いたことから書いた意見書が原作だったが、藩から厳重注意を受けた著者が、兵六と狐になぞらえた物語に修正して難を逃れた作品という噂や、藩の批判や武士の堕落についての風刺や暗示がある内容だった大石兵六夢物語が話題になり、その一冊を殿様に差し出すよう命じられた正直は、当たり障りの無いよう藩の家臣を狐に例えパロディとして一夜で書き改め提出したが、その内容が今残って定着している物語だという噂が書かれているものもある。ただし、写本に書かれた噂は大作や名作にはつきものの、あまり信用ならないこじつけ話と断じる意見もある。ちなみに、兵六が忠臣蔵の主人公である大石内蔵助の子孫だと語っているのも、正直の理想とする武士像を反映したのだろうと『鹿児島市史』では解説されている。
寛政6年（1795年）に木版印刷による刊本が出た大石兵六夢物語は、大石兵六物語よりも現存している数が多く、当時から城下の武士や民だけにとどまらず広く薩摩藩内で読まれ、多くの写本が作られ出回るほど好評で、芝居や狂言などでも親しまれ、明治以降も何度か出版され、鹿児島の郷土文学として長年読み継がれてきた。

## 作品の特徴
大きく分けると大石兵六物語と大石兵六夢物語に分類できるが、双方とも細かな内容が異なる幾つもの巻物、写本、刊本が存在しており、いずれも怖い内容というよりユーモアあふれる冒険談である。さながらギャグ漫画のような内容や、笑うには和歌の知識が必要なパロディなどもあり、写本によって細かな筋立てや内容が異なっている。弘文堂の『日本昔話事典』では、馬糞を食べる、風呂だと思い肥溜めに入る、和尚の仲裁で弟子入りし丸坊主にされる、剃られた痛さで正気に戻る、もしくは丸坊主になった頭の冷えで気付くというのは、狐退治の敗北型として全国様々な地域に語り継がれ、広く流布している話だと指摘されているが、この作品は狐にまつわる様々な民話を素材にして創作された物語だろうと、国文学者の波多江種一は「大石兵六夢物語序説」で分析している。また、勝手な添削や加筆がなされ細かな内容が異なる写本が無数に存在していることについて波多野は、その多くはこの物語の素材になった説話を多くの人が熟知しており、地理も建造物も人物なども知っている身近な郷土の記述であることから、自分の記憶に照らして、これはこうだ、あれはああだと少しずつ加筆訂正したり、文章を補完していったためだろうと分析している。正直の孫にあたる毛利元永は、明治18年（1885年）2月に麑城館から大石兵六夢物語にとって初の印刷機による活字本となる刊本『毛利正直先生著 大石兵六夢物語』上下巻を著作相続人として発行しているが、文章を担当した伊加倉某は、物語に新たな文を挿入したり本文の一部が抜け落ちたりするなど改訂を行っている。それ以降の活字本も、多くの改訂、文章の増減、間違いを含んでおり、いずれの本も江戸時代からの写本に忠実な内容ではないことを、大石兵六研究の第一人者である伊牟田は指摘しており、伊牟田は著書で毛利家が所蔵していた本を基に、現存する写本を校訂して江戸時代後期から明治初期に読まれた内容を再建した文章と、その現代語訳を掲載している。
物語は、兵六が同じ二才同士の仲間と会話して出発してから吉野の山で一夜の苦難を経て、日が昇り帰還するまでの24時間以内の出来事である。作中の舞台も、狐が化けた和尚に騙され兵六が髪の毛を剃られた寺は、現在の鹿児島市内にあたる地に実在した曹洞宗の寺院「心岳寺」であり、甲突川五石橋より古い鹿児島県最古の石橋で、長崎市の眼鏡橋と同時代の寛永に架けられたが、すぐ近くの団地が役所の許可で行う造成工事に対する危惧が、6月の新聞に投書された平成5年（1993年）に発生した8.6水害で流失した「実方太鼓橋（）」も作中に登場するなど、実在する場所で起きたことになっている。また、兵六が目的を達成して帰還した際には、酒盛りや美しい稚児を世話することを二才同士の仲間が口にする場面があるなど、作風の中に当時の風習が見られる。
朝鮮出兵の最中、豊臣秀吉の命によって島津義弘たちが2頭のトラを仕留め、塩漬けにして献上した武勇伝を記した『虎狩物語』、薩摩に伝わる故事、軍記物、偉人、奇人、怪談を国学者・白尾国柱がまとめた『倭文麻環（）』、島津忠良が考えたいろは歌で、薩摩における郷中教育の基本となった『島津日新公（）いろは歌』などと同様、明治時代の青少年たちにも暗記するほど親しまれ、庶民に親しまれた物語だが、上級武士にも読まれていたらしく豪華な装丁の巻物も存在している。
大石兵六夢物語では、茨城童子の幽霊、重富一眼坊（）、抜け首、三つ眼の旧猿坊（）、闇間小坊主（）、ぬっぺっ坊、牛わく丸（）、山辺赤蟹（）、山姥といった妖怪に狐が化けるが、大石兵六物語ではぬっぺっ坊には化けるものの、他は宇蛇（）、蓑姥尉（）、三眼猿猴（）、ぬらりひょん、頬紅太郎（）、てれめんちっぺい、このつきとっこうといった妖怪に化けている。大石兵六夢物語では、玉藻前に化けた九尾の狐が、殺され姿を変えた殺生石を砕かれて九州の筑紫地域まで逃げ延びて吉野の原に移り住み、千年以上生きたため天狐になったという白髪の生えた老狐を総大将として、軍師「城ケ谷の丈高狐」や「一白」「二赤」「四天狐」「背（）はげ」などの狐を筆頭に、支援部隊には野元の岡、紫原、小野、原良、永吉のほか、春山、青色野（）、比志島、福山、御牧の一族と、それに鹿児島城下へ忍びの者として投入している狐も加えた総勢数万の野狐軍団がいるほか、総大将に兵六のことを急いで注進する「稲荷山のまだら狐」という存在も語られている。2体の地蔵に化け兵六に討たれた2匹については、「大木が1本倒れると周囲の小木1000本の痛みになると例えられている如く「虎の威を借る狐」状態だった仲間たちは、後ろ盾を失い勢いも衰え逃げ去った」という意味の表現しかされておらず、後ろ盾と例えられるほどの狐のいずれかということしか窺い知れない。ちなみに、正直の孫である元永の本『毛利正直先生著 大石兵六夢物語』では「三黒」「五斑」という名の筆頭の狐が書き加えられており、挿絵では「赤丸」「黒房」「虎毛」という筆頭の狐が描かれていることに加え、総大将の老弧にも「狐王天白狐」という名が付けられている。大石兵六物語では、兵六と対決する筆頭の妖狐が6匹おり、「二里塚の首玉」「苙（）の元の黒坊（）」「平川（）の背はげ」「菖蒲（）谷の鼻白（）」「三船（）の赤丸」「白銀（）の尾切（）」と、いずれの狐にも土地の名前がついているほか、6体の地蔵に化け、その中から兵六に討たれたのも「平川の背はげ」と「菖蒲谷の鼻白」となっている。
他にも、大石兵六夢物語では兵六たちは鹿児島城下に住んでおり、略応元年8月下旬に出発し、兵六を捕らたのは庄屋と吉野村の村人で、最後に帰還した際には嘲笑する友人に兵六が自慢する内容だが、大石兵六物語では兵六の名前は「大石兵六友治」で、兵六たちは吉田郷に住んでおり、寛永の初めごろ8月10日あまりに出発し、兵六を捕らえたのは侍たちで、最後に帰還した際には2匹だけようやく捕らえたことを情けなく思い面目ないという兵六を、仲間が称賛して朝食を振舞ったという内容になっている。兵六の出家名や二才同士の仲間の名前も大石兵六夢物語と大石兵六物語では異なっており、滑稽さと怪奇な内容が特徴の大石兵六物語に対し、大石兵六夢物語ではさらに古典や社会風刺などもある内容が特徴。

## 派生
鹿児島県と宮崎県では、伝統芸能の「兵六踊り」が、出水市高尾野の紫尾神社、阿久根市脇本古里集落、薩摩川内市東郷町藤川の藤川天神、薩摩川内市湯田町下湯田集落の諏訪神社、薩摩川内市水引町の射勝神社、さつま町船木、薩摩川内市高城町の高城神社、都城市下水流町の諏訪神社など数ヶ所の地域で伝承され続けている。高尾野の紫尾神社では併せて兵六太鼓も奉納されている。このうち、出水市の紫尾神社と霧島市国分毛梨野地区で行われる兵六踊りが、昭和37年（1962年）10月24日に鹿児島県の無形文化財に指定されており、薩摩川内市下湯田集落の兵六踊り保存会では、平成29年（2017年）から兵六踊りを模した「兵六かかし祭り」を行っている。
鹿児島県立鹿児島中央高等学校正門の道路向かい側にある、加治屋町の毛利家があった毛利正直生誕の場所には、彫刻家の中村晋也により制作された石碑「兵六夢物語の碑」が鹿児島市により昭和54年（1979年）3月31日に設置された。鹿児島市吉野の「御召覧公園」には、野間口泉により制作され鹿児島市が平成3年（1991年）3月1日に設置した銅像で、第十三話「父に化けた狐にたぶらかされる話」における、兵六が狐を捕まえたところに父の兵部左衛門に化けた狐が現れ、無益な殺生をしないように諭す場面の「大石兵六夢物語の像」があり、父のお尻には尻尾がある。
現代の地理に作中での出来事を表記した地図も製作されている。吉野地区の住民らによる吉野兵六会は、物語を後世に伝えようと地域と学校が手を組み、鹿児島県立鹿児島東高等学校のダンス部が考案した「兵六音頭」や、京都府からの茂山一門の網谷正美に指導を受け、「第30回国民文化祭・かごしま2015」から始められた新作狂言「吉野兵六どん」などが披露される地域のイベント「吉野兵六ゆめまつり」や、スタンプラリー形式で地図を片手に、大将級の野狐たちが集結して作戦会議を行ったり三つ目の旧猿坊に遭遇したあたりの苙の元（）など、吉野兵六会による物語の解説看板が常時設置されている、物語に出てくる場所などを巡る「よしの兵六歴史街道ウォーク」などのイベントも開催するなど、物語の世界のみに留まらず現実でも芸能や菓子など様々なものを通して鹿児島の民俗と繋がりを持った、近世の薩摩における文学を代表する作品でもある。
戦前には、ディズニー設立の大正12年（1923年）より前にあたる大正9年（1920年）に、日本のアニメーションにおける先駆者の一人である幸内純一が製作した、武士の兵六が僧侶に化けた狐に騙される内容の短篇アニメーション映画『兵六武者修行』が上映され、戦中の昭和18年（1943年）4月1日には、主演・エノケンこと榎本健一、作・獅子文六、監督・青柳信雄、製作主任・市川崑、特殊技術・円谷英二という、そうそうたる顔ぶれで東宝により『兵六夢物語』としてスタンダードサイズの白黒で実写映画化されたほか、鹿児島県ではラジオドラマや舞台でも上演されている。実写映画の原作者である獅子は、鹿児島や薩摩の文化に詳しく、当時は新聞連載などの小説をはじめ、映画やラジオ放送にも名を連ねた売れっ子作家であり、『獅子文六全集』では「兵六夢物語」と題し、兵六餅を目にして大石兵六夢物語に興味を持ち調べたことや、簡単な作品紹介を交えた感想を執筆している。また、鹿児島のローカルヒーロー『薩摩剣士隼人』では、大石兵六物語の中で起きた出来事や兵六が重要な役を担っており、登場する大石兵六物語の妖怪5匹も、当初は脅かすだけの存在だったが後に世界を滅ぼすほどの存在にもなるなど、物語に深く関与している。

### 兵六餅
セイカ食品が発売している兵六餅は、大石兵六夢物語にちなんで創られた。
兵六餅のパッケージに描かれている、刀を腰に差して歩く勇ましい兵六の姿は、第二話「兵六吉野の原へと向かう話」の場面であり、この絵以外にも特大サイズの箱や手さげ袋タイプには、飛びかかってきたガマの妖怪「牛わく丸」に、驚きへたり込む兵六を描いた、第十話「牛わく丸に襲われ危機一髪の話」の場面、巨大な赤いカニの妖怪「山辺赤蟹」の鋏に片足を捕まれ、あわてふためく兵六を描いた、第十一話「山辺赤蟹と歌合戦をする話」の場面、狐の上に乗って取り押さえようとする兵六を描いた、第十三話「父に化けた狐にたぶらかされる話」の場面を含めた全4種類のパッケージイラストがあり、どのパッケージイラストも赤い狐火が宙に漂っている。パッケージ裏には縦書きで「五百年來世上人（）」「見來皆是野狐身（）」「鐘聲不破夜半夢（）」「兵六争知無意眞（）」という漢詩が書かれているが、これは第二十三話「長々し夜の夢物語」において、総大将の老弧が化けた和尚が語っている「500年来ずっと世間の人を見てきたが、みんな野狐の本性を失ってはいない。暁の鐘の声を聞いても夜半の夢から覚めやらぬままなのに、兵六がどうして無位の真を知ることができようか」という言葉であり、セイカ食品の資料ではその意味を、「宇宙の出来事全ては理にかなって事が運ばれているにもかかわらず、人間社会は割り切れないことの何と多いことか。譲歩、妥協、契約、かけひき、善悪。誰も誠とは何かを知ることはできない」と解説されている。また、8粒入りの箱が複数詰められ大きな箱に入った特大サイズの箱の裏面には、大石兵六夢物語をなぜ選んだのかという理由を、夢廼舎主人ことセイカ食品2代目社長の玉川秀一郎が記した文章が掲載されている。
セイカ食品は色彩豊かな巻物を所蔵しており、門外不出の宝として厳重に保管されている。兵六餅のウェブサイトでは、物語が挿絵入りで二十三話に分けられ掲載されている。セイカ食品では現在も、挿絵入りの物語を23種類のしおりにして、おまけとして付けたり、物語の解説冊子を希望者に送るなど、普及に力を入れている。